# Stephan Köppel
Stephan Köppel (* 1963 in Selb) ist ein deutscher Architekt.

## Werdegang
Stephan Köppel studierte von 1982 bis 1986 Architektur an der FH Regensburg und von 1986 bis 1990 an der TU München. Nach seinem Diplom arbeitete er bis 1992 im Landbauamt Freising und bei Reiner Köhler und von 1992 bis 1993 bei Wagmann Architekten in München. 1993 gründete er mit Christoph Grill das Architekturbüro Grill+Köppel in München. Stephan Köppel arbeitete mit Andreas Meck in einer Partnerschaft zusammen.

## Bauwerke
Als Partner der Architektengemeinschaft Meck + Köppel:
- 1995: 1. Preis – Ladenzentrum Seidlkreuz-Mitte, Eichstätt
- 1996–1998: Pfarr- und Jugendheim, Lenting mit Lichtplaner Walter Bamberger und Holzscheiter[1]
- 1997–1999: Studentisches Wohnen, Ingolstadt
- 1998–1999: Wohnhaus Kammerl, München-Feldmoching[2]
- 1997–2000: Aussegnungshalle Friedhof Riem mit lohrer.hochrein, Dieter Herrschmann und Hermann Bigelmayr[3]
- 1999–2001: Wohnhaus, München-Laim mit Brigitte Püls
- 1991–2005: Bibliotheks- und Hörsaalgebäude der Bauhaus-Universität Weimar
- 1998–2009: Wohnbebauung an der Lothringer Straße, München mit Homeier Richter

## Auszeichnungen und Preise
- 1993: Bayerischer Wohnungsbaupreis für Studentisches Wohnen, Ingolstadt
- 1996: Gestaltungspreis der Wüstenrot Stiftung für Studentisches Wohnen, Ingolstadt
- 1996: Ehrenpreis im landesweiten Ideenwettbewerb zur Verbesserung der Integration von Menschen mit Behinderung für Studentisches Wohnen, Ingolstadt
- 1996: Architekturpreis Zukunft Wohnen für Studentisches Wohnen, Ingolstadt[4]
- 1998: Holzbaupreis Bayern für Pfarr- und Jugendheim, Lenting[5]
- 1999: Deutscher Städtebaupreis für Studentisches Wohnen, Ingolstadt[6]
- 1999: BDA-Preis Bayern für Studentisches Wohnen, Ingolstadt
- 1999: BDA-Preis Bayern für Pfarr- und Jugendheim, Lenting[7]
- 2001: BDA-Preis Bayern für die Aussegnungshalle des Friedhofs Riem[8]
- 2001: Lobende Erwähnung – Architekturpreis Beton für Aussegnungshalle des Friedhofs Riem[9]
- 2002: Deutscher Bauherrenpreis für Studentisches Wohnen, Ingolstadt[10]
- 2003: Nominierung – Mies van der Rohe Award für Aussegnungshalle des Friedhofs Riem[11]
- 2006: Thüringer Staatspreis für Architektur und Städtebau für Bibliotheks- und Hörsaalgebäude der Bauhaus-Universität Weimar
- 2010: Anerkennung – Gestaltungspreis der Wüstenrot Stiftung für Wohnbebauung an der Lothringer Straße, München[12][13]